# المدرسة العليا للفنون البصرية بمراكش
المدرسة العالية للفنون البصرية بمراكش (بالفرنسية: L'école supérieure des arts visuels de Marrakech واختصارا: ÉSAV مراكش) هي مؤسسة تعليمية عليا للسينما والفنون المرئية في مدينة مراكش المغربية.

## تقديم
أسسها فنسان مليلي (Vincent Melilli) وسوزانا بيدرمن (Susanna Biderman) بالتعاون مع مجموعة مغربية-سويسرية. تقدم المدرسة العالية للفنون البصرية بمراكش هيكلا جامعيا لمهن السينما والتلفاز والتصاميم البصرية والتصميم التفاعلي.

## روابط خارجية
- الموقع الرسمي